# 154 (число)
154 (сто пятьдесят четыре) — натуральное число между 153 и 155.
- 154 день в году — 3 июня (в високосный год — 2 июня)

## В математике
- 154 — чётное простое трёхзначное число.
- Сумма цифр этого числа — 10
- Произведение цифр этого числа — 20
- Квадрат числа 154 — 23 716
- Сумма первых шести факториалов[1] ↓34, ↑874 :

- Сфеническое число
- Самопорождённое число
- Злое число
- Плоское число

## В литературе
- Количество сонетов английского драматурга и поэта У.Шекспира.

## В других областях
- 154 год.
- 154 год до н. э.
- NGC 154 — галактика в созвездии Кит.
- (154) Берта — астероид.
- 154 место в мире по плотности населения занимают Багамы.
- 154-я отдельная бригада подводных лодок.
- 154-я морская стрелковая бригада — воинское соединение СССР в Великой Отечественной войне.
- 154-й Дербентский революционный полк.
- 154-й истребительный авиационный полк — воинское подразделение вооружённых сил СССР в Великой Отечественной войне.
- 154-й меридиан восточной долготы.
- 154-й меридиан западной долготы.
- Статья 154 УК РСФСР - Спекуляция.
- Ту-154